# Futbol'nyj Klub Dinamo Moskva 2012-2013
Questa voce raccoglie le informazioni riguardanti la Dinamo Mosca nelle competizioni ufficiali della stagione 2012-2013.

## Rosa
| N. |                                 | Ruolo | Calciatore          |
| -- | ------------------------------- | ----- | ------------------- |
| 1  | Russia (bandiera)               | P     | Anton Šunin         |
| 3  | Croazia (bandiera)              | D     | Gordon Schildenfeld |
| 5  | Moldavia (bandiera)             | D     | Alexandru Epureanu  |
| 6  | Argentina (bandiera)            | D     | Leandro Fernández   |
| 7  | Ungheria (bandiera)             | A     | Balázs Dzsudzsák    |
| 9  | Russia (bandiera)               | A     | Aleksandr Kokorin   |
| 8  | Bosnia ed Erzegovina (bandiera) | C     | Zvjezdan Misimović  |
| 10 | Russia (bandiera)               | C     | Igor' Semšov        |
| 12 | Bielorussia (bandiera)          | C     | Pavel Njachajčyk    |
| 13 | Russia (bandiera)               | D     | Vladimir Granat     |
| 14 | Russia (bandiera)               | C     | Artur Jusupov       |
| 16 | Ecuador (bandiera)              | C     | Christian Noboa     |
| 17 | Russia (bandiera)               | C     | Alan Gatagov        |

| N. |                        | Ruolo | Calciatore               |
| -- | ---------------------- | ----- | ------------------------ |
| 18 | Armenia (bandiera)     | P     | Ṙoman Berezovski         |
| 19 | Russia (bandiera)      | P     | Evhen Frolov             |
| 21 | Austria (bandiera)     | C     | Jakob Jantscher          |
| 22 | Germania (bandiera)    | A     | Kevin Kurányi (capitano) |
| 23 | Australia (bandiera)   | D     | Luke Wilkshire           |
| 25 | Bielorussia (bandiera) | D     | Denis Kolodin            |
| 28 | Paesi Bassi (bandiera) | C     | Otman Bakkal             |
| 32 | Serbia (bandiera)      | D     | Marko Lomić              |
| 33 | Russia (bandiera)      | D     | Vladimir Rykov           |
| 41 | Russia (bandiera)      | C     | Aleksandr Sapeta         |
| 44 | Russia (bandiera)      | D     | Nikita Čičerin           |
| 90 | Russia (bandiera)      | C     | Ivan Solov'ëv            |
| 93 | Russia (bandiera)      | A     | Andrej Panjukov          |

## Risultati

### Prem'er-Liga
| Nižnij Novgorod 21 luglio 2012 1ª giornata | Volga Nižnij Novgorod | 1 – 0 referto | Dinamo Mosca | Stadio Lokomotiv |

| San Pietroburgo 28 luglio 2012 2ª giornata | Zenit San Pietroburgo | 2 – 0 referto | Dinamo Mosca | Stadio Petrovskij |

| Chimki 5 agosto 2012 3ª giornata | Dinamo Mosca | 0 – 4 referto | Spartak Mosca | Arena Chimki |

| Kazan' 12 agosto 2012 4ª giornata | Rubin | 2 – 0 referto | Dinamo Mosca | Stadio Centrale di Kazan' |

| Chimki 19 agosto 2012 5ª giornata | Dinamo Mosca | 1 – 2 referto | Terek Groznyj | Arena Chimki |

| Mosca 25 agosto 2012 6ª giornata | Lokomotiv Mosca | 2 – 3 referto | Dinamo Mosca | Stadio Lokomotiv |

| Chimki 2 settembre 2012 7ª giornata | Dinamo Mosca | 1 – 2 referto | Kuban' | Arena Chimki |

| Rostov sul Don 16 settembre 2012 8ª giornata | Rostov | 1 – 0 referto | Dinamo Mosca | Stadio Olimp-2 |

| Chimki 22 settembre 2012 9ª giornata | Dinamo Mosca | 3 – 2 referto | Amkar Perm' | Arena Chimki |

| Chimki 30 settembre 2012 10ª giornata | CSKA Mosca | 0 – 2 referto | Dinamo Mosca | Arena Chimki |

| Chimki 7 ottobre 2012 11ª giornata | Dinamo Mosca | 0 – 2 referto | Anži | Arena Chimki |

| Saransk 21 ottobre 2012 12ª giornata | Mordovija | 1 – 2 referto | Dinamo Mosca | Start Stadion |

| Chimki 28 ottobre 2012 13ª giornata | Dinamo Mosca | 1 – 0 referto | Kryl'ja Sovetov Samara | Arena Chimki |

| Krasnodar 4 novembre 2012 14ª giornata | Krasnodar | 2 – 0 referto | Dinamo Mosca | Stadio Kuban' |

| Chimki 10 novembre 2012 15ª giornata | Dinamo Mosca | 2 – 0 referto | Alanija Vladikavkaz | Arena Chimki |

| Chimki 17 novembre 2012 16ª giornata | Dinamo Mosca | 3 – 0 referto | Zenit San Pietroburgo | Arena Chimki |

| Mosca 25 novembre 2012 17ª giornata | Spartak Mosca | 1 – 5 referto | Dinamo Mosca | Stadio Lužniki |

| Chimki 1º dicembre 2012 18ª giornata | Dinamo Mosca | 3 – 0 referto | Rubin | Arena Chimki |

| Groznyj 9 dicembre 2012 19ª giornata | Terek Groznyj | 1 – 2 referto | Dinamo Mosca | Achmat-Arena |

| Chimki 9 marzo 2013 20ª giornata | Dinamo Mosca | 1 – 0 referto | Lokomotiv Mosca | Arena Chimki |

| Krasnodar 16 marzo 2013 21ª giornata | Kuban' | 1 – 1 referto | Dinamo Mosca | Stadio Kuban' |

| Chimki 30 marzo 2013 22ª giornata | Dinamo Mosca | 1 – 0 referto | Rostov | Arena Chimki |

| Perm' 5 aprile 2013 23ª giornata | Amkar Perm' | 1 – 1 referto | Dinamo Mosca | Stadio Zvezda |

| Chimki 12 aprile 2013 24ª giornata | Dinamo Mosca | 0 – 0 referto | CSKA Mosca | Arena Chimki |

| Machačkala 21 aprile 2013 25ª giornata | Anži | 3 – 3 referto | Dinamo Mosca | Stadio Dinamo |

| Chimki 27 aprile 2013 26ª giornata | Dinamo Mosca | 3 – 1 referto | Mordovija | Arena Chimki |

| Samara 5 maggio 2013 27ª giornata | Kryl'ja Sovetov Samara | 1 – 2 referto | Dinamo Mosca | Stadio Metallurg (Samara) |

| Chimki 11 maggio 2013 28ª giornata | Dinamo Mosca | 1 – 1 referto | Krasnodar | Arena Chimki |

| Vladikavkaz 19 maggio 2013 29ª giornata | Alanija Vladikavkaz | 1 – 0 referto | Dinamo Mosca | Respublikanskij stadion Spartak |

| Chimki 26 maggio 2013 30ª giornata | Dinamo Mosca | 0 – 0 referto | Volga Nižnij Novgorod | Arena Chimki |

### Kubok Rossii
| Mosca 26 settembre 2012 Sedicesimi di finale | Torpedo Mosca | 0 – 3 referto | Dinamo Mosca | Stadio Ėduard Strel'cov |

| Chimki 31 ottobre 2012 Ottavi di finale | Dinamo Mosca | 2 – 1 referto | Chimki | Arena Chimki |

| Kaspijsk 17 aprile 2013 Quarti di finale | Anži | 1 – 0 referto | Dinamo Mosca | Anži-Arena |

### Europa League
| Arbitro: | Marius Avram |

|                      |           |                          |
| Flood 37’ Watson 76’ | Marcatori | 50’ Semšov 90+3’ Kokorin |

| Arbitro: | Stefan Johannesson |

|                                                    |           |  |
| Semshov 2’ Kokorin 23’ Jusupov 40’ Sapeta 83’, 89’ | Marcatori |  |

| Arbitro: | William Collum |

|                     |           |  |
| Ibišević 72’, 90+1’ | Marcatori |  |

| Arbitro: | Fırat Aydınus |

|             |           |              |
| Kokorin 77’ | Marcatori | 64’ Ibišević |